# Lucile Lefevre
Pour les articles homonymes, voir Lefevre.
Lucile Lefevre (née le 10 novembre 1995 à Briançon dans les Hautes-Alpes) est une snowboardeuse française, spécialiste du half-pipe.

## Carrière
Licenciée au club « Ecrins Snowboard » de Puy-Saint-Vincent, elle débute en coupe du monde de snowboard le 3 novembre 2011 à Saas-Fee. Elle prend la neuvième place de l'épreuve suisse. Le 17 décembre 2011, pour sa deuxième participation à une épreuve de Coupe du monde, elle s'impose à Ruka. Le 15 janvier 2012, elle prend la médaille de bronze du half pipe lors des Jeux olympiques de la jeunesse d'hiver. Elle est l'une des trois athlètes médaillées originaire de Briançon avec Estelle Alphand et Marine Tripier Mondancin. Fin mars 2012, en Sierra Nevada (Espagne), elle est troisième au Championne du monde juniors, toujours en halfpipe. Elle clôt sa saison par une belle cinquième place au classement général de la Coupe du monde de halfpipe 2012.
Alors qu'elle devait participer à l'épreuve de big air des Jeux olympiques de Pyeongchang, Lucile Lefevre se blesse et doit renoncer à s'aligner sur l'épreuve.
Elle est étudiante à l'Université Grenoble-Alpes.
Lucile Lefevre est de nouveau sélectionnée pour les Jeux olympiques à Pékin en 2022, pour les épreuves de slopestyle et le big air. Avec une chute dans chacun de ses deux runs de qualification du slopestyle, elle ne se qualifie pas sur la finale (elle finit à la vingt-septième place). Elle annonce dans la foulée de cet échec qu'elle mettra fin à sa carrière sportive après l'épreuve de big air de ces Jeux.

## Palmarès

### Coupe du monde
- 1 podium dont 1 victoire en half pipe.

#### Différents classements en coupe du monde
| Saison | Général  | Général | Half-pipe | Half-pipe |
| Saison | Position | Points  | Position  | Points    |
| ------ | -------- | ------- | --------- | --------- |
| 2012   | e        |         | e         |           |

#### Détail de la victoire
| Saison    | Half-pipe |
| 2011-2012 | Ruka      |